# Bothria japonica
Bothria japonica là một loài ruồi trong họ Tachinidae.